# Universiteit van Waterloo
De universiteit van Waterloo (UW) is een openbare universiteit in de Canadese stad Waterloo. Ze is opgericht in 1957. Ze had ongeveer 42.000 studenten en 7.500 werknemers in 2022. Sinds 1 juli 2021 is Dr. Vivek Goel de president en vice-kanselier van UW.
De sportploegen van de universiteit noemen zich de Waterloo Warriors.
De universiteit is vooral bekend voor haar opleidingen in wiskunde en toegepaste wetenschappen. Ze heeft een grote reputatie opgebouwd op het gebied van computerwetenschap; enkele realisaties daarvan zijn:
- in 1965 ontwikkelde een team van studenten onder professor Wes Graham aan het computercentrum van UW de snelle 1-pas-FORTRAN-compiler WATFOR, die veel gebruikt werd in het onderwijs. Latere versies waren WATFIV en WATFOR-77 voor Fortran 77.[3] Graham en enkele van zijn (ex-)studenten vormden later het spin-off softwarebedrijf Watcom;
- aan UW is ook het computeralgebrasysteem Maple ontwikkeld, dat wordt gecommercialiseerd door de spin-off Waterloo Maple;
- het realtimebesturingssysteem QNX werd ontwikkeld door Gordon Bell en Dan Dodge, twee studenten aan de Waterloo-universiteit.

De universiteit heeft een plaatselijke campus in  Kitchener, Cambridge en Stratford in Ontario. Ze had ook een campus in Dubai, die in september 2013 is gesloten. In november 2011 opende ze een kantoor in Hongkong.

## Faculteiten
De universiteit bestaat uit volgende faculteiten:
- Faculty of Applied Health Sciences
- Faculty of Engineering
- Faculty of Environment
- Faculty of Mathematics
- Faculty of Science

## Enkele bekende alumni
- Mike Lazaridis, oprichter van Research In Motion (BlackBerry) studeerde aan de universiteit van Waterloo en was er van 2003 tot 2009 rector magnificus;
- Gail Bowen, Canadees schrijfster;
- David Cheriton, Canadees computerwetenschapper, hoogleraar aan de Stanford-universiteit en medeoprichter van Granite Systems;
- Garth Gibson, Canadees computerwetenschapper, hoogleraar aan de Carnegie Mellon University en medebedenker van het RAID-concept;
- Steve Paul-Ambrose, Canadees pokerprofessional.
- David Johnston,  28e Gouverneur-generaal van Canada.

## Enkele bekende (ex-)hoogleraren
- Robert Mundell, econoom, winnaar van de Prijs van de Zweedse Rijksbank voor economie;
- Robert Jan van Pelt, Nederlands historicus;
- János Aczél, Hongaars-Canadees wiskundige, eerste hoofdredacteur van het wetenschappelijk tijdschrift Aequationes Mathematicae.
- Donna Strickland, Hoogleraar natuurkunde en nobelprijs winnaar.